# Inese Jaunzeme
Inese Jaunzeme, latvijska atletinja, * 21. maj 1931, Pļaviņas, Sovjetska zveza, † 13. februar 2011, Riga, Latvija..
Nastopila je na poletnih olimpijskih igrah leta 1956, ko je dosegla uspeh kariere z osvojitvijo naslovaolimpijske prvakinje v metu kopja. 